# Google Allo
Allo war ein Instant-Messaging-Dienst von Google. Die Software enthielt einen intelligenten persönlichen Assistenten: Google Assistant sowie eine „schlaue Antwort“-Funktion, die automatische Vorschläge für eine Antwort gab. Der Dienst wurde bei der Google I/O am 18. Mai 2016 vorgestellt und war ab dem 21. September 2016 verfügbar. Die App gab es für Android und iOS.
Allo war bis zum 31. März 2019 verfügbar.

## Geschichte
Allo wurde bei der Google I/O am 18. Mai 2016 vorgestellt und am 21. September 2016 veröffentlicht. Die Nutzung erforderte eine Telefonnummer, da man sich nicht standardmäßig über ein Google-Konto anmeldet.
Da nur etwa 50 Millionen Nutzer die App installierten – gegenüber mehr als einer Milliarde bei Facebook-Apps – wurde die Allo-Entwicklung im April 2018 gestoppt. Die Produktentwicklung konzentriert sich seither auf den Google-Messenger 'Chat' und das Protokoll Rich Communication Services (RCS).
Seit dem 20. Oktober 2016 verstand Google Allo Englisch wie auch Deutsch.

## Funktionen
Allo benutzte die Telefonnummer zur Registrierung und Identifizierung der Nutzer.
Allos „Schlaue-Antwort“-Funktion schlug Nutzern passende Antwortmöglichkeiten vor. Auch gesendete Fotos wurden analysiert, um Antworten vorzuschlagen. Wie auch in Googles Inbox-App, lernte Allo vom Nutzerverhalten, um Interessen kennenzulernen und Vorschläge für weitere Nachrichten zu bringen. Allo unterstützte Google Assistant, einen virtuellen Unterhaltungsassistenten.
Bevor ein Bild verschickt wird, konnte man eine Zeichnung auf dem Bild anfertigen.

### Privater Modus
Der private Modus diente dazu, Nachrichten automatisch zu löschen und sie mittels Ende-zu-Ende-Verschlüsselung während der Übertragung zu schützen. Verschlüsselt wurde mit dem Signal-Protokoll.